# 500 Miles de Fuji 1987
Navigation
Édition précédente Édition suivante
Les 500 miles de Fuji 1987 (officiellement appelé les 1987 All Japan Fuji 500 Miles), disputées le 19 juillet 1987 sur le Fuji Speedway, ont été la troisième manche du Championnat du Japon de sport-prototypes 1987.

## La course

### Classement de la course
Voici le classement officiel au terme de la course,.
- Les premiers de chaque catégorie du championnat du monde sont signalés par un fond jaune.
- Pour la colonne Pneus, il faut passer le curseur au-dessus du modèle pour connaître le manufacturier de pneumatiques.
- Les voitures ne réussissant pas à parcourir 75% de la distance du gagnant sont non classées (NC).

| Pos  | Classe | no  | Écurie                   | Pilotes                                             | Châssis                             | Pneus | Tours | Temps                 |
| Pos  | Classe | no  | Écurie                   | Pilotes                                             | Moteur                              | Pneus | Tours | Temps                 |
| ---- | ------ | --- | ------------------------ | --------------------------------------------------- | ----------------------------------- | ----- | ----- | --------------------- |
| 1    | LD-1   | 1   | Advan Alpha Nova         | Kunimitsu Takahashi Kenny Acheson Kazuo Mogi        | Porsche 962C                        | Y     | 93    | 3h 07 min 03 s 321    |
| 1    | LD-1   | 1   | Advan Alpha Nova         | Kunimitsu Takahashi Kenny Acheson Kazuo Mogi        | Porsche Type-935 2,8 l Flat-6 Turbo | Y     | 93    | 3h 07 min 03 s 321    |
| 2    | LD-1   | 100 | Trust Racing Team        | Vern Schuppan Keiichi Suzuki                        | Porsche 962C                        | D     | 93    |                       |
| 2    | LD-1   | 100 | Trust Racing Team        | Vern Schuppan Keiichi Suzuki                        | Porsche Type-935 2,8 l Flat-6 Turbo | D     | 93    |                       |
| 3    | LD-1   | 38  | Dome Motorsport          | Eje Elgh Ross Cheever                               | Dome 87C                            | D     | 92    | + 1 tour              |
| 3    | LD-1   | 38  | Dome Motorsport          | Eje Elgh Ross Cheever                               | Toyota 3S-GTM 2,1 l I4 Turbo        | D     | 92    | + 1 tour              |
| 4    | LD-1   | 16  | Leyton House Racing Team | Kris Nissen Volker Weidler                          | Porsche 962CK6                      | B     | 91    | + 2 tours             |
| 4    | LD-1   | 16  | Leyton House Racing Team | Kris Nissen Volker Weidler                          | Porsche Type-935 2,8 l Flat-6 Turbo | B     | 91    | + 2 tours             |
| 5    | LD-1   | 3   | Auto Beaurex Motorsport  | Will Hoy Kaoru Hoshino Andrew Gilbert-Scott         | Tom's 86C                           | D     | 91    | + 2 tours             |
| 5    | LD-1   | 3   | Auto Beaurex Motorsport  | Will Hoy Kaoru Hoshino Andrew Gilbert-Scott         | Toyota 3S-GTM 2,1 l I4 Turbo        | D     | 91    | + 2 tours             |
| 6    | LD-1   | 201 | Mazdaspeed               | Yoshimi Katayama Pierre Dieudonné Yojiro Terada     | Mazda 757                           | D     | 88    | + 5 tours             |
| 6    | LD-1   | 201 | Mazdaspeed               | Yoshimi Katayama Pierre Dieudonné Yojiro Terada     | Mazda 13G 2,0 l 3-Rotor             | D     | 88    | + 5 tours             |
| 7    | LD-1   | 202 | Mazdaspeed               | Takashi Yorino David Kennedy                        | Mazda 757                           | D     | 87    | + 6 tours             |
| 7    | LD-1   | 202 | Mazdaspeed               | Takashi Yorino David Kennedy                        | Mazda 13G 2,0 l 3-Rotor             | D     | 87    | + 6 tours             |
| 8    | LD-1   | 2   | Alpha Cubic Racing Team  | Chiyomi Totani Naoki Nagasaka Hitoshi Ogawa         | Porsche 962C                        | B     | 85    | + 8 tours             |
| 8    | LD-1   | 2   | Alpha Cubic Racing Team  | Chiyomi Totani Naoki Nagasaka Hitoshi Ogawa         | Porsche Type-935 2,8 l Flat-6 Turbo | B     | 85    | + 8 tours             |
| 9    | LD-1   | 50  | SARD                     | Syuuroku Sasaki David Sears (en) Tsunehisa Asai     | SARD MC87S                          | D     | 82    | + 11 tours            |
| 9    | LD-1   | 50  | SARD                     | Syuuroku Sasaki David Sears (en) Tsunehisa Asai     | Toyota 3S-GTM 2,1 l I4 Turbo        | D     | 82    | + 11 tours            |
| 10   | LD-1   | 7   | Best House Racing Team   | Osamu Nakako Maurizio Sandro Sala Mike Wilds        | LM 07                               | Y     | 80    | + 13 tours            |
| 10   | LD-1   | 7   | Best House Racing Team   | Osamu Nakako Maurizio Sandro Sala Mike Wilds        | Toyota 3S-GTM 2,1 l I4 Turbo        | Y     | 80    | + 13 tours            |
| 11   | LD-3   | 11  |                          | Masaatsu Ooya Kinji Suzuki Tetsuya Kawasaki         | Porsche 924                         | D     | 78    | + 15 tours            |
| 11   | LD-3   | 11  | Porsche I4               | Masaatsu Ooya Kinji Suzuki Tetsuya Kawasaki         |                                     | D     | 78    | + 15 tours            |
| 12   | LD-2   | 85  | Shizumatsu Racing        | Tetsuji Shiratori Kaneyuki Okamoto Mitsuaki Tonooka | Mazda 737C                          | D     | 68    | + 25 tours            |
| 12   | LD-2   | 85  | Shizumatsu Racing        | Tetsuji Shiratori Kaneyuki Okamoto Mitsuaki Tonooka | Mazda 13B 1,3 l 2-Rotor             | D     | 68    | + 25 tours            |
| 13   | LD-3   | 30  | Mazda Sport Car Club     | Iwao Sugai Hiroshi Sugai                            | Mazda RX-7                          | D     | 67    | + 26 tours            |
| 13   | LD-3   | 30  | Mazda Sport Car Club     | Iwao Sugai Hiroshi Sugai                            | Mazda                               | D     | 67    | + 26 tours            |
| NC   | LD-1   | 36  | Toyota Team TOM’s        | Alan Jones Geoff Lees Masanori Sekiya               | Toyota 87C                          | B     | 63    | + 30 tours            |
| NC   | LD-1   | 36  | Toyota Team TOM’s        | Alan Jones Geoff Lees Masanori Sekiya               | Toyota 3S-GTM 2,1 l I4 Turbo        | B     | 63    | + 30 tours            |
| Abd. | LD-3   | 55  | Mazda Auto Nishi Tokyo   | Shigeru Miura Toshihiro Fukazawa                    | Mazda RX-7                          | D     | 52    | Accident              |
| Abd. | LD-3   | 55  | Mazda Auto Nishi Tokyo   | Shigeru Miura Toshihiro Fukazawa                    | Mazda                               | D     | 52    | Accident              |
| Abd. | LD-1   | 32  | Hasemi Motorsport        | Aguri Suzuki Masahiro Hasemi                        | Nissan R87E                         | D     | 43    | Accident              |
| Abd. | LD-1   | 32  | Hasemi Motorsport        | Aguri Suzuki Masahiro Hasemi                        | Nissan VEJ30 3,0 l V8 Turbo         | D     | 43    | Accident              |
| Abd. | LD-2   | 70  | Batsu Racing Team        | Seiichi Sodeyama Syuuji Fujii Ichirou Mizuno        | MCS Guppy                           | D     | 41    | Arbre de transmission |
| Abd. | LD-2   | 70  | Batsu Racing Team        | Seiichi Sodeyama Syuuji Fujii Ichirou Mizuno        | Mazda 13B 1,3 l 2-Rotor             | D     | 41    | Arbre de transmission |
| Abd. | LD-3   | 80  | Koyata Engei Racing      | Ken'ichi Suzuki Shigeru Yokoyama Akio Yokoyama      | Mazda RX-7                          | B     | 38    | Accident              |
| Abd. | LD-3   | 80  | Koyata Engei Racing      | Ken'ichi Suzuki Shigeru Yokoyama Akio Yokoyama      | Mazda                               | B     | 38    | Accident              |
| Abd. | LD-1   | 28  | Person’s Racing Team     | Takao Wada Anders Olofsson                          | Nissan R86V                         | Y     | 35    | Accident              |
| Abd. | LD-1   | 28  | Person’s Racing Team     | Takao Wada Anders Olofsson                          | Nissan VG30ET 3,0 l V6 Turbo        | Y     | 35    | Accident              |
| Abd. | LD-1   | 27  | FromA Racing             | Hideki Okada John Nielsen                           | Porsche 962C                        | B     | 33    | Suspension            |
| Abd. | LD-1   | 27  | FromA Racing             | Hideki Okada John Nielsen                           | Porsche Type-935 2,8 l Flat-6 Turbo | B     | 33    | Suspension            |
| Abd. | LD-1   | 23  | Hoshino Racing           | Kazuyoshi Hoshino Kenji Takahashi (de)              | Nissan R86V                         | B     | 30    | Accident              |
| Abd. | LD-1   | 23  | Hoshino Racing           | Kazuyoshi Hoshino Kenji Takahashi (de)              | Nissan VG30ET 3,0 l V6 Turbo        | B     | 30    | Accident              |
| Abd. | LD-3   | 71  | Tomei Jidousha           | Yoshiyuki Jitsukawa Shin'ya Nishizawa Tuue Niibori  | Nissan Sunny                        | D     | 26    | Accident              |
| Abd. | LD-3   | 71  | Tomei Jidousha           | Yoshiyuki Jitsukawa Shin'ya Nishizawa Tuue Niibori  | Nissan                              | D     | 26    | Accident              |
| Abd. | LD-3   | 48  |                          | Keiichi Mizutani Motozou Fujikawa                   | Oscar SK85                          | Y     | 20    | Exclu                 |
| Abd. | LD-3   | 48  | Mazda                    | Keiichi Mizutani Motozou Fujikawa                   |                                     | Y     | 20    | Exclu                 |
| Abd. | LD-3   | 77  | Mazda Auto Tokyo         | Toshihiko Nogami Hideyuki Tamamoto                  | West 85S                            | D     | 17    | Exclu                 |
| Abd. | LD-3   | 77  | Mazda Auto Tokyo         | Toshihiko Nogami Hideyuki Tamamoto                  | Mazda                               | D     | 17    | Exclu                 |
| Abd. | LD-1   | 171 | British Barn Racing Team | Jiro Yoneyama Hideshi Matsuda Katsunori Iketani     | Jiro 62C                            | D     | 14    | Suspension            |
| Abd. | LD-1   | 171 | British Barn Racing Team | Jiro Yoneyama Hideshi Matsuda Katsunori Iketani     | Ford Cosworth DFL 3,3 l V8 Atmo     | D     | 14    | Suspension            |
| Abd. | LD-3   | 72  |                          | Yuu Konishi Masami Shirai Syunji Abe                | Mazda RX-7                          | Y     | 7     | Retrait               |
| Abd. | LD-3   | 72  | Mazda                    | Yuu Konishi Masami Shirai Syunji Abe                |                                     | Y     | 7     | Retrait               |
| Np.  | LD-1   | 37  | Toyota Team TOM’s        | Masanori Sekiya Masakazu Nakamura                   | Toyota 87C                          | B     | -     | Retrait               |
| Np.  | LD-1   | 37  | Toyota Team TOM’s        | Masanori Sekiya Masakazu Nakamura                   | Toyota 3S-GTM 2,1 l I4 Turbo        | B     | -     | Retrait               |

La course a été, stoppée pour cause de forte pluie. Originellement, elle devait faire 180 tours.

## Pole position et record du tour
- Pole position :  Hideki Okada /  John Nielsen (#27 FromA Racing) en 1 min 17 s 320
- Meilleur tour en course :

## À noter
- Longueur du circuit : 4,410 km
- Distance parcourue par les vainqueurs : 413,013 km